# Campionats del món de ciclocròs de 2015
Els Campionats del món de ciclocròs de 2015 van ser la 66a edició dels Campionats del món de ciclocròs. Les proves tingueren lloc el 31 de gener i 1 febrer de 2015 a Tábor, a la República Txeca.

## Organització
Els Campionats del món van ser organitzats sota els auspicis de la Unió Ciclista Internacional. Va ser el tercer cop que els campionats del món s'organitzaven en aquesta ciutat. Les altres dues vegades van ser el 2001 i el 2010

## Resultats

### Homes
| Proves  | Or                     | Plata          | Bronze            |
| Elit    | Mathieu van der Poel   | Wout Van Aert  | Lars van der Haar |
| Sub-23  | Michael Vanthourenhout | Laurens Sweeck | Stan Godrie       |
| Júniors | Simon Andreassen       | Eli Iserbyt    | Max Gulickx       |

### Dones
| Prova | Or                     | Plata      | Bronze       |
| Elit  | Pauline Ferrand-Prévot | Sanne Cant | Marianne Vos |

## Classificacions

### Cursa masculina
| Pos.   | Ciclista              | País          | Temps           |
| ------ | --------------------- | ------------- | --------------- |
| Or     | Mathieu van der Poel  | Països Baixos | 1 h 09 min 12 s |
| Argent | Wout Van Aert         | Bèlgica       | 15 s            |
| Bronze | Lars van der Haar     | Països Baixos | 17 s            |
| 4.     | Kevin Pauwels         | Bèlgica       | 1 min 06 s      |
| 5.     | Klaas Vantornout      | Bèlgica       | 1 min 12 s      |
| 6.     | Tom Meeusen           | Bèlgica       | 1 min 17 s      |
| 7.     | Gianni Vermeersch     | Bèlgica       | 2 min 26 s      |
| 8.     | Marcel Meisen         | Alemanya      | 2 min 37 s      |
| 9.     | Philip Walsleben      | Alemanya      | 2 min 43 s      |
| 10.    | Marco Aurelio Fontana | Itàlia        | 2 min 54 s      |

### Cursa femenina
| Pos.   | Ciclista               | País          | Temps       |
| ------ | ---------------------- | ------------- | ----------- |
| Or     | Pauline Ferrand-Prévot | França        | 49 min 12 s |
| Argent | Sanne Cant             | Bèlgica       | 0 s         |
| Bronze | Marianne Vos           | Països Baixos | 15 s        |
| 4.     | Nikki Harris           | Regne Unit    | 20 s        |
| 5.     | Kateřina Nash          | Txèquia       | 36 s        |
| 6.     | Lucie Chainel-Lefevre  | França        | 55 s        |
| 7.     | Helen Wyman            | Regne Unit    | 1 min 21 s  |
| 8.     | Ellen Van Loy          | Bèlgica       | 1 min 35 s  |
| 9.     | Christine Majerus      | Luxemburg     | 1 min 54 s  |
| 10.    | Sophie de Boer         | Països Baixos | 1 min 56 s  |

### Cursa sub-23
| Pos.   | Ciclista               | País          | Temps       |
| ------ | ---------------------- | ------------- | ----------- |
| Or     | Michael Vanthourenhout | Bèlgica       | 49 min 55 s |
| Argent | Laurens Sweeck         | Bèlgica       | 10 s        |
| Bronze | Stan Godrie            | Països Baixos | 14 s        |
| 4.     | Clément Venturini      | França        | 24 s        |
| 5.     | Joris Nieuwenhuis      | Països Baixos | 31 s        |
| 6.     | Toon Aerts             | Bèlgica       | 45 s        |
| 7.     | Jakub Skála            | Txèquia       | 1 min 06 s  |
| 8.     | Diether Sweeck         | Bèlgica       | 1 min 14 s  |
| 9.     | Quinten Hermans        | Bèlgica       | 1 min 14 s  |
| 10.    | Gioele Bertolini       | Itàlia        | 1 min 14 s  |

### Cursa júnior
| Pos.   | Ciclista            | País          | Temps       |
| ------ | ------------------- | ------------- | ----------- |
| Or     | Simon Andreassen    | Dinamarca     | 42 min 24 s |
| Argent | Eli Iserbyt         | Bèlgica       | 41 s        |
| Bronze | Max Gulickx         | Països Baixos | 42 s        |
| 4.     | Gage Hecht          | Estats Units  | 45 s        |
| 5.     | Thijs Wolsink       | Països Baixos | 1 min 11 s  |
| 6.     | Stefano Sala        | Itàlia        | 1 min 28 s  |
| 7.     | Jakob Dorigoni      | Itàlia        | 1 min 31 s  |
| 8.     | Eddy Fine           | França        | 1 min 35 s  |
| 9.     | Jarne Driesen       | Bèlgica       | 1 min 54 s  |
| 10.    | Roel van der Stegen | Països Baixos | 1 min 58 s  |

## Medaller
| Pos. | País          | Or | Plata | Bronze | Total |
| 1    | Bèlgica       | 1  | 4     | 0      | 5     |
| 2    | Països Baixos | 1  | 0     | 4      | 5     |
| 3    | Dinamarca     | 1  | 0     | 0      | 1     |
| 3    | França        | 1  | 0     | 0      | 1     |